# Alvázszám
Az alvázszám a járművek legjellemzőbb egyedi azonosítója (nemzetközi rövidítése: VIN).
Mivel a forgalmi rendszám változhat, ez a karaktersor határozza meg legpontosabban az adott járművet.

## A szabványos alvázszám
A járművek nemzetközileg egységes alvázszámozási rendszerét 1980-ban vezették be. Ez a ma 17 karakterből álló sorozat egyértelműen meghatározza az adott jármű összes gyártáskori paraméterét.
Korábban minden gyártó egyedileg számozta járműveit. Ez az autószervizeknek és a hatóságoknak sem könnyítette a munkáját; hiszen azonos számokat kaphatott több, teljesen eltérő gyártó járműve is.

## A kód felépítése
Jelenleg két szabvány szerint készülnek ilyen kódok. Az EU-ban az ISO 3779 szerint, míg Észak-Amerikában egy ezzel kompatibilis rendszer alapján.
| A karakter helyzete | 1                   | 2                   | 3                   | 4                          | 5                          | 6                          | 7                          | 8                          | 9                        | 10        | 11              | 12      | 13      | 14      | 15      | 16      | 17      |         |         |
| ISO 3779            | Gyártómű világkódja | Gyártómű világkódja | Gyártómű világkódja | A jármű típusa, kivitele   | A jármű típusa, kivitele   | A jármű típusa, kivitele   | A jármű típusa, kivitele   | A jármű típusa, kivitele   | A jármű típusa, kivitele | Sorszám   | Sorszám         | Sorszám | Sorszám | Sorszám | Sorszám | Sorszám | Sorszám |         |         |
| Észak-Amerika       | Gyártómű világkódja | Gyártómű világkódja | Gyártómű világkódja | A gépkocsi, jármű kivitele | A gépkocsi, jármű kivitele | A gépkocsi, jármű kivitele | A gépkocsi, jármű kivitele | A gépkocsi, jármű kivitele | Ellenőrző-összeg         | Modell-év | Gyártósor kódja | Sorszám | Sorszám | Sorszám | Sorszám | Sorszám | Sorszám | Sorszám | Sorszám |

### A gyártómű világkódja
Az első két karakter határozza meg a gyártó országot, a harmadik az üzemet.
| A–H = Afrika | J–R = Ázsia | S–Z = Európa | 1–5 = Észak-Amerika | 6–7 = Óceánia                                                                  | 8–9 = Dél-Amerika |
| --- | --- | --- | --- | ------------------------------------------------------------------------------ | --- |
| AA-AH – Dél-afrikai Köztársaság AJ-AN – Elefántcsontpart AP-A0 – nem használt BA-BE – Angola BF-BK – Kenya BL-BR – Tanzánia BS-B0 – nem használt CA-CE – Benin CF-CK – Madagaszkár CL-CR – Tunézia CS-C0 – nem használt DA-DE – Egyiptom DF-DK – Marokkó DL-DR – Zambia DS-D0 – nem használt EA-EE – Etiópia EF-EK – Mozambik EL-E0 – nem használt FA-FE – Ghána FF-FK – Nigéria FL-F0 – nem használt GA-G0 – nem használt HA-H0 – nem használt | JA-JT – Japán KA-KE – Srí Lanka KF-KK – Izrael KL-KR – Dél-Korea KS-K0 – nem használt LA-L0 – Kína MA-ME – India MF-MK – Indonézia ML-MR – Thaiföld MS-M0 – nem használt NA-NE – Irán NF-NK – Pakisztán NL-NR – Törökország NS-N0 – nem használt PA-PE – Fülöp-szigetek PF-PK – Szingapúr PL-PR – Malajzia PS-P0 – nem használt RA-RE – Egyesült Arab Emírségek RF-RK – Tajvan RL-RR – Vietnám RS-R0 – nem használt | SA-SM – Egyesült Királyság SN-ST – Németország SU-SZ – Lengyelország S1-S4 – Lettország S5-S0 – nem használt TA-TH – Svájc TJ-TP – Csehország, korábban: Csehszlovákia TR-TV – Magyarország TW-T1 – Portugália T2-T0 – nem használt UA-UG – nem használt UH-UM – Dánia UN-UT – Írország UU-UZ – Románia U1-U4 – nem használt U5-U7 – Szlovákia U8-U0 – nem használt VA-VE – Ausztria VF-VR – Franciaország VS-VW – Spanyolország VX-V2 – Jugoszlávia V3-V5 – Horvátország V6-V0 – Észtország WA-W0 – Németország XA-XE – Bulgária XF-XK – Görögország XL-XR – Hollandia XS-XW – Szovjetunió XX-X2 – Luxembourg X3-X0 – Oroszország YA-YE – Belgium YF-YK – Finnország YL-YR – Málta YS-YW – Svédország YX-Y2 – Norvégia Y3-Y5 – Fehéroroszország Y6-Y0 – Ukrajna ZA-ZR – Olaszország ZS-ZW – nem használt ZX-Z2 – Szlovénia Z3-Z5 – Litvánia Z6-Z0 – nem használt | 1A-10 – Amerikai Egyesült Államok 2A-20 – Kanada 3A-3W – Mexikó 3X-37 – Costa Rica 38-30 – Kajmán-szigetek 4A-40 – Amerikai Egyesült Államok 5A-50 – Amerikai Egyesült Államok | 6A-6W – Ausztrália 6X-60 – nem használt 7A-7E – Új-Zéland 7F-70 – nem használt | 8A-8E – Argentína 8F-8K – Chile 8L-8R – Ecuador 8S-8W – Peru 8X-82 – Venezuela 83-80 – nem használt 9A-9E – Brazília 9F-9K – Kolumbia 9L-9R – Paraguay 9S-9W – Uruguay 9X-92 – Trinidad és Tobago 93-99 – Brazília 90 – nem használt |

### Típus, kivitel
A 4.–9. helyen lévő karakterek írják le a kocsi fontos jellemzőit (modell, motor fajtája, karosszéria kivitele, ajtók száma…).

### Modellév
A 10. karakter a modellév. Ez nem mindig azonos a jármű gyártási évével, mert a nyári leállások miatt az augusztustól júliusig tart.
(Például egy A 1979. augusztus és 1980. július között készülhetett.)
Ezen a helyen az egyértelmű azonosítás miatt nem használják az I, O, Q és Z karaktereket.
Mivel a lehetséges karakterek jelentős részét felhasználták, a jelölést 2010-től újrakezdték.
| Kód | Év   | Kód | Év   | Kód | Év   | Kód | Év   |
| --- | ---- | --- | ---- | --- | ---- | --- | ---- |
| A = | 1980 | L = | 1990 | Y = | 2000 | A = | 2010 |
| B = | 1981 | M = | 1991 | 1 = | 2001 | B = | 2011 |
| C = | 1982 | N = | 1992 | 2 = | 2002 | C = | 2012 |
| D = | 1983 | P = | 1993 | 3 = | 2003 | D = | 2013 |
| E = | 1984 | R = | 1994 | 4 = | 2004 | E = | 2014 |
| F = | 1985 | S = | 1995 | 5 = | 2005 | F = | 2015 |
| G = | 1986 | T=  | 1996 | 6 = | 2006 | G = | 2016 |
| H = | 1987 | V = | 1997 | 7 = | 2007 | H = | 2017 |
| J = | 1988 | W = | 1998 | 8 = | 2008 | J = | 2018 |
| K = | 1989 | X = | 1999 | 9 = | 2009 | K = | 2019 |

### Gyártósor kódja
A nagyobb üzemekben több független gépsor is található, amelyek egyidőben akár teljesen azonos tipust is gyárthatnak; ezért megkülönböztetik ezeket. (Ez például az ún. visszahívások miatt lehet később fontos.)

### Használatban lévő gyártóműkódok
| Kód | Gyártó                         |
| --- | ------------------------------ |
| JA  | Isuzu                          |
| JF  | Fuji Gépgyár (Subaru)          |
| JH  | Honda                          |
| JK  | Kawasaki (motorkerékpár)       |
| JM  | Mazda                          |
| JMB | Mitsubishi                     |
| JN  | Nissan                         |
| JS  | Suzuki                         |
| JT  | Toyota                         |
| KL  | Daewoo                         |
| KM8 | Hyundai                        |
| KMH | Hyundai                        |
| KN  | Kia                            |
| LTV | Toyota Tian Jin                |
| LVS | Ford Motor Company Chang An    |
| LZM | MAN Kína                       |
| LZU | Isuzu Guangzhou                |
| MR0 | Toyota Thaiföld                |
| NM  | Toyota Törökország             |
| SAL | Land Rover                     |
| SAJ | Jaguar                         |
| SCC | Lotus                          |
| TMB | Škoda                          |
| TMT | Tatra                          |
| TRA | Ikarus                         |
| TRB | PULI (HÓDGÉP)                  |
| TRR | RÁBA                           |
| TRU | Audi                           |
| TSC | NKH, az AF-es alvázszám utódja |
| TSM | Suzuki, (Esztergom)            |
| UU1 | Dacia                          |
| VF1 | Renault                        |
| VF3 | Peugeot                        |
| VF7 | Citroën                        |
| VSS | SEAT                           |
| WAU | Audi                           |
| WBA | BMW                            |
| WBS | BMW M                          |
| WDB | Mercedes-Benz                  |
| WF0 | Ford Németország               |
| WMW | MINI /Morris/                  |
| WP0 | Porsche                        |
| W0L | Opel                           |
| WVW | Volkswagen                     |
| WV1 | Volkswagen Haszonjármű         |
| WV2 | Volkswagen Busz/Van            |
| XTA | AVTOVAZ (LADA)                 |
| YK1 | Saab                           |
| YS3 | Saab                           |
| YV1 | Volvo személygépkocsi          |
| YV2 | Volvo tehergépkocsi            |
| ZAM | Maserati Biturbo               |
| ZAR | Alfa Romeo                     |
| ZDF | Ferrari Dino                   |
| ZFA | Fiat                           |
| ZFF | Ferrari                        |
| 1FB | Ford Motor Company             |
| 1FC | Ford Motor Company             |
| 1FD | Ford Motor Company             |
| 1FM | Ford Motor Company             |
| 1FU | Freightliner                   |
| 1FV | Freightliner                   |
| 1F9 | FWD Corp.                      |
| 1G  | General Motors                 |
| 1GC | Chevrolet                      |
| 1GM | Pontiac                        |
| 1H  | Honda USA                      |
| 1L  | Lincoln                        |
| 1ME | Mercury                        |
| 1M1 | Mack Truck                     |
| 1M2 | Mack Truck                     |
| 1M3 | Mack Truck                     |
| 1M4 | Mack Truck                     |
| 1N  | Nissan USA                     |
| 1VW | Volkswagen USA                 |
| 1YV | Mazda USA                      |
| 2FB | Ford Motor Company Kanada      |
| 2FC | Ford Motor Company Kanada      |
| 2FM | Ford Motor Company Kanada      |
| 2FT | Ford Motor Company Kanada      |
| 2FU | Freightliner                   |
| 2FV | Freightliner                   |
| 2G  | General Motors Kanada          |
| 2G1 | Chevrolet Kanada               |
| 2G2 | Pontiac Kanada                 |
| 2HM | Hyundai Kanada                 |
| 2M  | Mercury                        |
| 2T  | Toyota Kanada                  |
| 2WK | Western Star                   |
| 2WL | Western Star                   |
| 2WM | Western Star                   |
| 3FE | Ford Motor Company Mexikó      |
| 3G  | General Motors Mexikó          |
| 3N  | Nissan Mexikó                  |
| 3VW | Volkswagen Mexikó              |
| 4F  | Mazda USA                      |
| 4M  | Mercury                        |
| 4S  | Subaru-Isuzu Automotive        |
| 4US | BMW USA                        |
| 4UZ | Frt-Thomas Bus                 |
| 4V1 | Volvo                          |
| 4V2 | Volvo                          |
| 4V3 | Volvo                          |
| 4V4 | Volvo                          |
| 4V5 | Volvo                          |
| 4V6 | Volvo                          |
| 4VL | Volvo                          |
| 4VM | Volvo                          |
| 4VZ | Volvo                          |
| 5L  | Lincoln                        |
| 5N1 | Nissan USA                     |
| 5NP | Hyundai USA                    |
| 6F  | Ford Motor Company Ausztrália  |
| 6H  | General Motors-Holden          |
| 6MM | Mitsubishi Motors Ausztrália   |
| 6T1 | Toyota Ausztrália              |
| 935 | Citroën Brazília               |
| 936 | Peugeot Brazília               |
| 9BW | Volkswagen Brazília            |